# Комісія Дешена
Комісія із розслідування у справах воєнних злочинців у Канаді (англ. Commission of Inquiry on War Criminals in Canada), більше відома під назвою Комісія Деше́на (англ. Deschênes Commission) — державна комісія, створена урядом Канади у лютому 1985 року для розслідування фактів можливої присутності у Канаді воєнних злочинців, в тому числі вихідців з України та країн Балтії. Комісія аналізувала архівні матеріали, проводила слухання та допит свідків у Канаді і Західній Європі, однак не отримала доступу до свідчень і документів в СРСР та країнах Східного Блоку. У кінці 1986 року завершила своє розслідування і представила уряду рекомендації щодо судового переслідування кожного з підозрюваних. Згідно зі звітом комісії жоден з учасників Дивізії Ваффен-СС «Галичина» не був визнаний винним у скоєнні воєнних злочинів під час Другої світової війни.

## Історія створення
Урядова комісія була створена на вимогу депутатів канадського парламенту, які підняли питання про можливу присутність на території країни воєнних злочинців. Деякі парламентарі навіть стверджували про присутність на території Канади сумнозвісного воєнного злочинця Йозефа Менгеле. До вимог розслідувати це питання також приєднався Центр Симона Візенталя з Відня, який зокрема, стверджував, що колишні вояки дивізії Ваффен-СС «Галичина», які проживали на території Канади, скоювали військові злочини під час Другої світової війни — насамперед, знищували мирне населення, зокрема євреїв. Подібні звинувачення висував і Радянський Союз. Тема можливого переховування воєнних злочинців набула широкого висвітлена у канадських ЗМІ, тому уряд Канади на чолі з Брайаном Малруні оголосив про створення у 1985 році спеціальної слідчої комісії, яка мала розслідувати обґрунтованість звинувачень і надати уряду подальші рекомендації. Головою комісії був призначений колишній суддя Верховного суду Квебеку Жюль Дешен і комісія отримала неофіційну назву «Комісія Дешена».

## Діяльність комісії
Комісія мала перевірити звинувачення висунуті єврейськими організаціями та радянським урядом і для цього необхідно було перевірити факти по кожній особі, де існували підозри у співпраці з нацистами.
Питання того, чи повинні використовуватись свідчення з СРСР та країн соцтабору, викликало значні суперечки. Представники українських та прибалтійських громад наполягали, що такі докази не повинні братися до уваги, оскільки вони можуть бути сфальсифіковані радянською владою для їх дискредитації. Представники єврейських груп наполягали, що саме на території Східної Європи можуть знаходитись важливі докази причетності певних осіб до воєнних злочинів (у вигляді як свідків, так і документів). Комісія вирішила, що докази з території цих країн можуть бути використані, однак встановила до них певні вимоги: (захист репутації через конфіденційність, незалежні перекладачі, доступ до оригіналів документів, доступ до попередніх свідчень, вільний допит свідків відповідно до канадських правил доказування, відеозапис допитів). В результаті радянська сторона вчасно не надала комісії задовільної відповіді, і Комісія вирішила відмовитись від поїздки в СРСР за браком часу і ґрунтувати свої висновки тільки на наявних доказах.
Перевірки документів проводилися у архівах Німеччини та Канади, зокрема у МЗС Канади, міністерстві праці та еміграції, державному секретаріаті, а також у військових архівах Німеччини, базі даних по підрозділах СС, бюро перевірки нацистських злочинів тощо. У пошуках свідків і для заклику ділитися інформацією з комісією були розміщені об'яви у понад 100 різних часописах та газетах Канади. Засідання комісії проходили у Оттаві, Монреалі, Торонто та Вінніпегу, на яких мали змогу дати свідчення представники єврейських та українських організацій Канади, таких як Бней-Бріт, Конґрес Українців Канади та інші.

## Висновки комісії
Комісія Дешена закінчила розгляд і подала свій звіт уряду наприкінці 1986 року, на рік пізніше відведеного терміну. 12 березня 1987 уряд Канади опублікував загальнодоступну частину звіту та свої відповіді на рекомендації комісії. Згідно зі звітом кількість воєнних злочинців, що перебували в Канаді, була значно перебільшена громадською думкою, в тому числі через змішування термінів «воєнний злочинець» та «колаборант воєнного часу» (оскільки значна частина звинувачених справді співпрацювала з нацистською владою, але не скоювала воєнних злочинів).
У підсумку комісія склала список з 774 осіб, серед яких було 217 колишніх членів дивізії «Галичина». (До звіту було прикладено додаток із 38 осіб, виявлених після жовтня 1986 р., та список німецьких вчених та інженерів з 71 особи, розгляд яких комісія не встигла закінчити на момент складання звіту.)
З вказаного списку 341 особа ніколи не прибувала до Канади і не жила на її території, 21 особа прибувала до Канади, але виїхала в іншу країну, 86 осіб вже померли в Канаді, 4 особи могли знаходитись в Канаді, але місце їх перебування не було встановлено. Стосовно 154 осіб не було знайдено достатніх доказів скоєння воєнних злочинів. Таким чином 606 з 774 справ було рекомендовано закрити.
Для 97 справ комісія не знайшла достатніх доказів, однак вважала, що такі докази можуть існувати в країнах Східної Європи. Рішення про порушення таких справ залишалося на розсуд уряду Канади. Ще 34 справи не були остаточно розв'язані, оскільки очікували інформації від іноземних органів. Врешті, комісія знайшла переконливі докази скоєння воєнних злочинів в 20 справах.

## Український аспект
З початку створення та роботи комісії Дешена низка українських організацій заявляла про антиукраїнський характер публікацій в канадських ЗМІ, які на їх думку, чинили тиск на комісію та несправедливо асоціювали всіх українців із воєнними злочинцями. Попри це, представники української діаспори заявляли про готовність співпрацювати з комісією і розраховували на об'єктивне висвітлення роботи комісії.
Комісія дійшла наступних висновків щодо діяльності Дивізії «Галичина» та її учасників:
- Висунення колективного звинувачення проти Дивізії «Галичина» як групи — недоцільно, а сама участь у Дивізії «Галичина» не є достатньою підставою для переслідування;
- Усі члени дивізії пройшли перевірку перед еміграцією до Канади;
- Звинувачення у військових злочинах проти Дивізії «Галичина» не були доведені;
- Не існує підстав для позбавлення громадянства Канади та депортації колишніх членів Дивізії.

З 217 колишніх членів «Галичини», включених до списку комісії, 187 осіб ніколи не приїжджали до Канади, 11 померли в Канаді, 2 поїхали в іншу країну, 16 визнані не винними і один не був знайдений. Однак проти деяких громадян Канади українського походження пізніше було порушено цивільні справи, коли з'ясувалося, що вони подали неправдиві свідчення про свою участь у воєнних злочинах.

## Наслідки діяльності
За рекомендаціями комісії було внесено зміни до канадського імміграційного та кримінального законодавства, що мали сприяти виявленню та переслідуванню воєнних злочинців на території країни. Кримінальні справи було порушено проти не менш ніж 4 осіб: одна завершилась виправданням, дві припинено через неможливість отримання доказів із закордону, одна призупинена за станом здоров'я підозрюваного.
Дещо більшими виявились результати переслідування за цивільними справами. З 1998 року було виявлено шість осіб, що подали неправдиві свідчення про свою діяльність під час війни, та могли бути позбавлені канадського громадянства. Дотепер жоден із звинувачених не був позбавлений громадянства. Ще 9 осіб, які могли бути депортовані або позбавлені громадянства, вже померли.

## Виноски
1. ↑  War Criminals, the Canadian Media, and the Ukrainian Community. Архів оригіналу за 1 вересня 2019. Процитовано 10 липня 2010.
2. ↑  Василь Верига. Звіт Комісії Дешена. Архів оригіналу за 8 червня 2010. Процитовано 9 липня 2010.
3. ↑  Висновки уряду Канади після розгляду результатів Комісії Дешена. Архів оригіналу за 17 березня 2019. Процитовано 7 липня 2010.